# 圣家堂
聖家宗座聖殿暨贖罪殿，一般簡稱為聖家堂，是位於西班牙加泰隆尼亞首府巴塞隆納擴展區的一座未完工的天主教教堂，是世界上最大的未完工的天主堂，由加泰羅尼亞建築師安東尼·高第設計。其高聳與獨特的建築設計，使得該教堂成為巴塞隆納最為人所知的觀光景點，同時也是聯合國教科文組織世界遺產的一部分。
1882年3月19日，聖家堂在建築師法蘭西斯柯·德·保拉·德爾·維拉-洛薩諾的領導下開始建造，當維拉爾於1883年辭職後，高第接任總建築師，以他的建築和工程風格改造項目，其中，他則將哥特式和曲線新藝術風格相結合。並將他的餘生都獻給了這個項目，他被安葬在教堂的地下室。然而由於教堂資金的來源主要靠個人捐款捐助，捐款的缺少使得工程進展緩慢。到高第1926年去世時，工程還不到完成的四分之一。
隨著西班牙內戰的爆發，聖家堂的建造因而中斷。1936年7月，伊比利亚无政府主义联合会的無政府主義者放火燒毀了地下室並闖入車間，部分破壞高迪的原計劃。1939年，法蘭西斯克·金塔納接管了現場管理，由於高迪工作室保存著大量材料，以及根據已發布的計劃和照片重建的設計，聖家堂的興建得以繼續進行。建設自1950年代至今仍持續進行中，並在20世紀後期透過電腦輔助設計和計算機數控等技術的進步取得了更快的進展。施工在2010年經過了中期階段。然而，該項目的一些最大挑戰仍然存在，包括建造象徵《新約聖經》中重要聖經人物的十個尖塔。該建築預計將於2026年，即高迪逝世一百週年完工。
藝術評論家萊納·澤爾布斯特在描述聖家堂時，曾言道：「在整個藝術史上可能找不到任何類似的教堂建築」， 保羅·戈德伯格將其描述為：「自從哥特式建築以來最非凡的個人詮釋」。聖家堂並不是巴塞羅那大主教管區的大教堂，雖然該教堂並非主教座堂，但教宗本篤十六世於2010年11月7日造訪此教堂時將其冊封為宗座聖殿。

## 建造历史

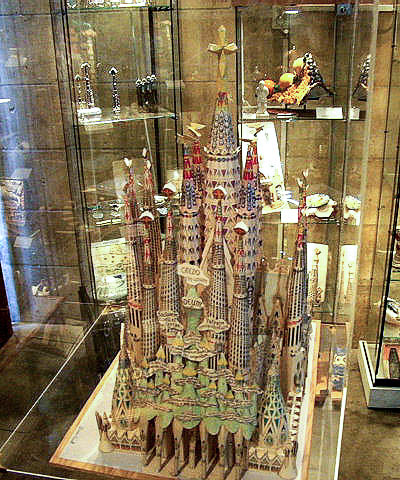
聖家堂完工示意模型

### 背景

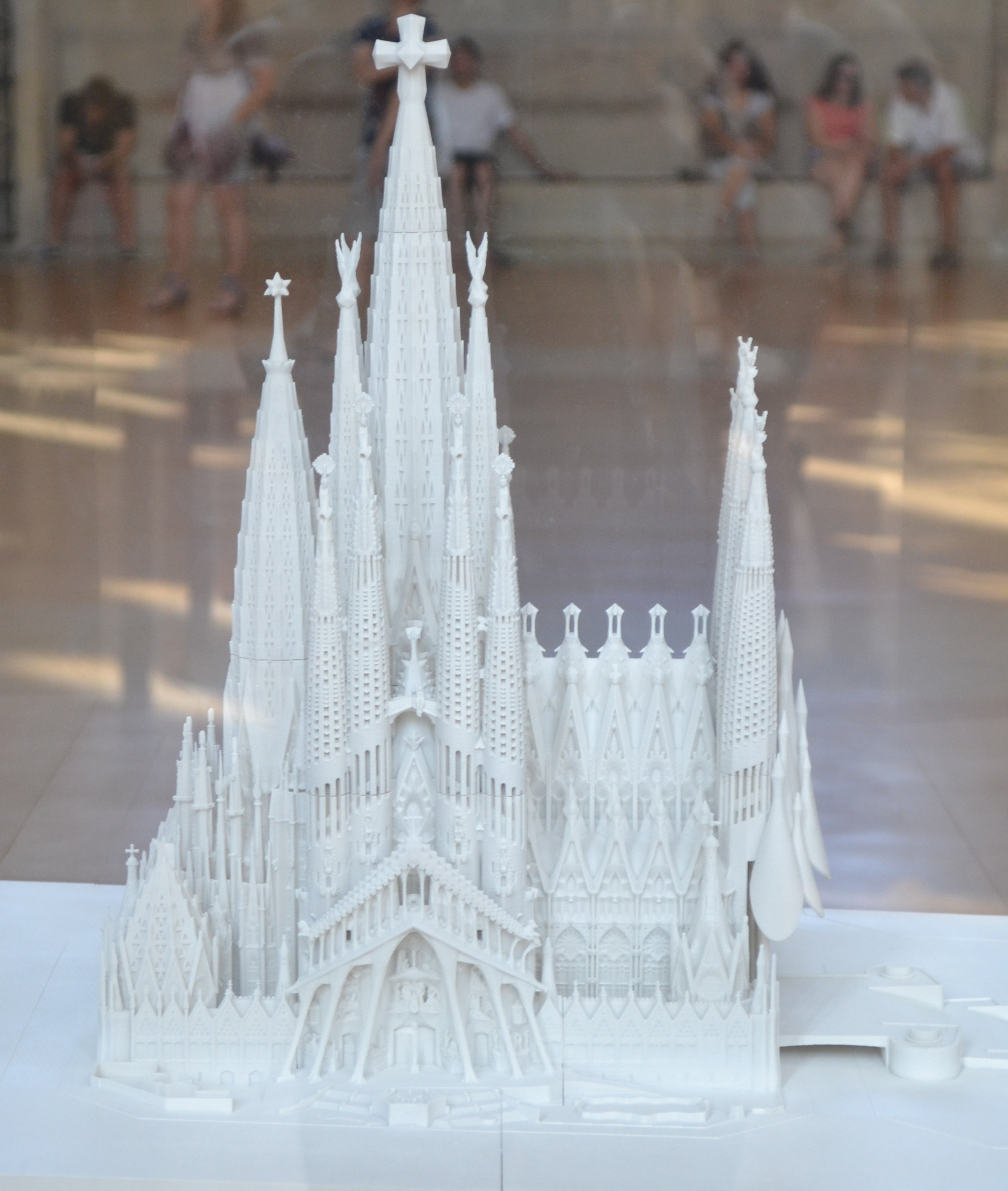
Model of the complete design

圣家堂的灵感来自于一位书商，Josep Maria Bocabella i Verdaguer，宗教团体Asociación Espiritual de Devotos de San José的创始人。
在1872年访问梵蒂冈后，Bocabella从意大利回来，打算建造一座受圣家圣殿启发的教堂。地下圣堂由宗教团体Asociación Espiritual de Devotos de San José出资，由建筑师Francisco de Paula del Villar设计，于1882年3月19日圣若瑟节上开始建造，其计划是建造标准形式的哥特复兴式建筑。在Villar于1883年3月18日辞职之前，地下圣堂已经完成了建造，然后31岁的高迪接手了接下来的设计工作，并对规划做出了彻底的调整，把原先设计的新哥特式教堂改为加泰罗尼亚现代主义建筑。高迪于1883年开始在教堂工作，但直到1884年才被任命为建筑师。

### 建造
高迪一生中43年的心血都花在这个教堂的设计与建造上，1925年后还干脆搬到教堂的工地去住，全心全意设计教堂。在极长的建设周期中，有人疑问为何此教堂的建造如此漫长且久未完工，高迪说：“我的客户并不急”。他所说的客户，其实指的是“天主”。当高迪于1926年去世时，大教堂完成了约15％至25％。
高迪去世后，建设工作在Domènec Sugrañes i Gras的指导下继续工作，直到1936年被西班牙内战中断。加泰罗尼亚无政府主义者在战争期间摧毁了部分未完工的大教堂以及高迪的模型和车间，工程也停顿到1954年才再次动工。目前的设计基于在火灾中燒毀的建筑的重建以及现代改编。
大部分的设计都未在高迪生前真正建成。地下圣堂建于1889 - 1892年，“诞生立面”建于1892 - 1930年，“受难立面”建于1954 - 1977年，中殿在2000年完成，从那时起主要任务变为建造偏殿拱顶和后殿。截至2006年，工作集中在耶稣基督主尖塔的交叉和支撑结构，以及中央教堂中殿的南部围墙。
電腦辅助设计技术已被用于加速圣家堂的建造。目前的技术允许石材在数控机床内加工成型，而在20世纪，石头是手工雕刻的。

### 目前状态
从高迪以后，截至2013年，建筑师Jordi Faulí i Oller已是第四代负责人，三个立面已建好“诞生立面”和“受难立面”，“荣耀立面”依旧建造中，十八座高塔已建好“诞生立面”的四座钟塔和“受难立面”的四座钟塔，还差十座高塔，其中六座高塔还未动工。整个建筑完成了将近50%。
Jordi Fauli在2015年10月宣布，施工完成了70％，并已进入最后阶段，即提升六个巨大的尖顶。尖塔和大部分教堂的结构将于2026年完成，即高迪逝世一百周年；装饰元素应该会在2030年或2032年完成。访客入场费为26欧元，每年的建设预算为2500万欧元。
2019年6月7日，圣家堂获得了巴塞罗那市议会颁发的合法施工许可证。
2020年3月11日，由於2019冠状病毒病疫情影響，聖家堂暫停開放所有的參觀行程，同時也暫停目前的施工進度。同年7月25日，聖家堂重新對外開放所有民眾入場參觀。
2021年11月29日，一颗7米长的十二角星被安装在圣家堂。

### 西班牙高速铁路隧道
从2013年开始，西班牙高速铁路列车从巴塞罗那市中心圣家堂旁边的地下隧道穿梭通行。
该隧道的建设始于2010年3月26日，但仍存在争议。西班牙公共工程部（Ministerio de Fomento）声称该项目对圣家堂没有任何风险。但是圣家堂的工程师和建筑师不同意，并表示不能保证隧道不会影响建筑物的稳定性。圣家堂董事会与社区协会AVE pel Litoral针对该高铁线路发起了一项反对运动，但是没有成功。
2010年10月，盾构机掘进到了教堂的主要立面下方。该高铁线路于2013年1月8日通車。隧道中的轨道嵌入了弹性材料，以抑制振动。迄今为止，还没有圣家堂因此受到损害的报道。

### 祝圣
2010年中，圣家堂中殿封顶，并安装上了管风琴，使得这个未完工的教堂可以开始进行宗教活动。教宗本笃十六世于2010年11月7日在6500名教徒面前为圣家堂进行了祝圣，并且在教堂外面有超过50,000名群衆参加了祝圣弥撒，有100多位主教和300名司鐸在场共祭。
从2017年7月9日开始，主日或当守瞻礼的上午9点，圣家堂都会举行對外开放的国际弥撒仪式（直到教堂满员）。弥撒偶尔也会在其他时间庆祝，并需要邀请才能出席。在安排群众时，获取邀请的说明会在大教堂的网站上公布。此外，游客可以在圣礼和忏悔的礼拜堂祈祷。当有计划中的弥撒活动时，获取邀请的说明会在大教堂的网站上公布。此外，游客可以在圣礼和忏悔的礼拜堂祈祷。

### 起火
2011年4月19日，一名纵火犯在圣器收藏室放火，迫使游客和建筑工人撤离；圣器收藏室遭到破坏，大火耗时45分钟才得到控制。

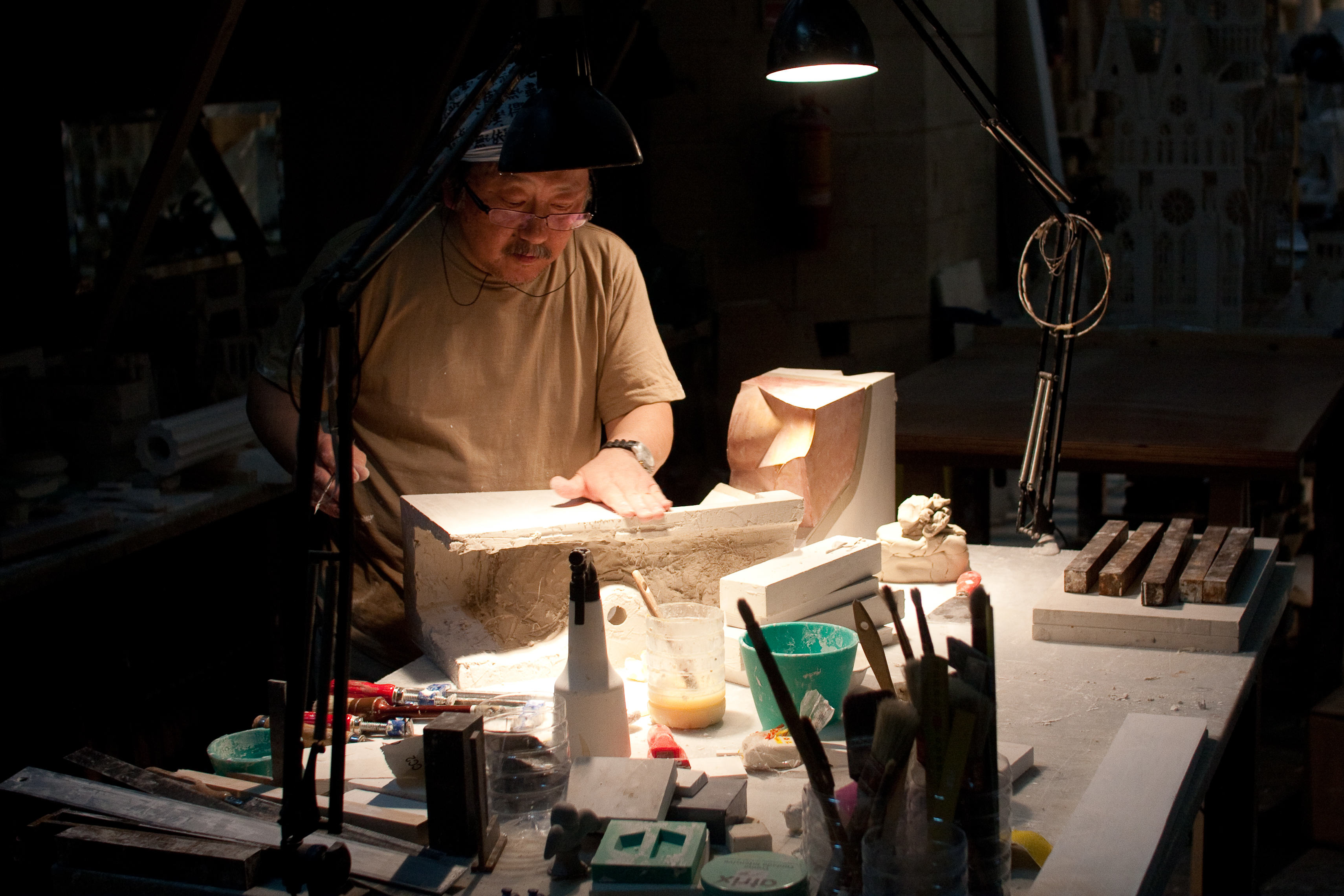
一位艺术家在石膏车间工作
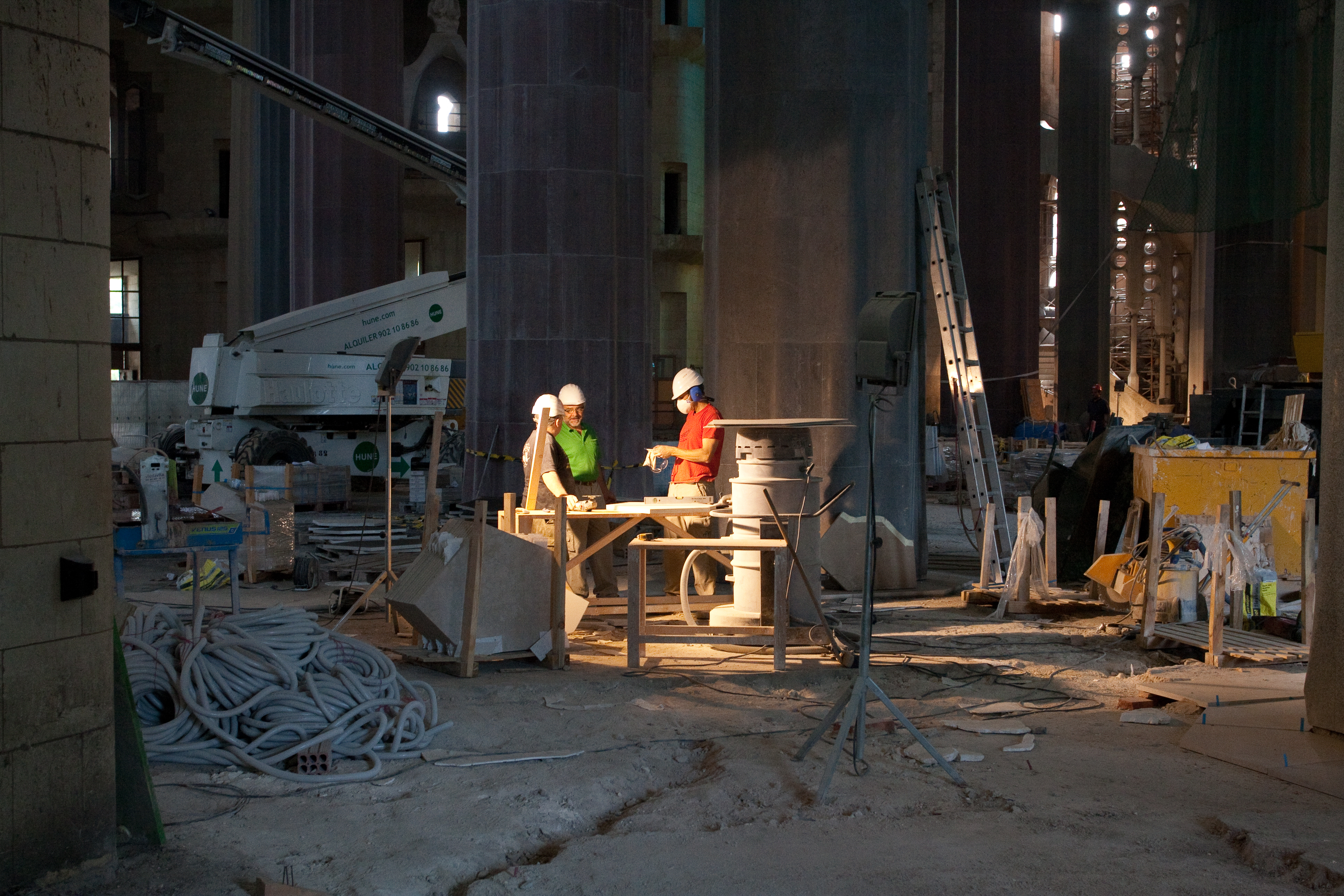
建筑工人们和AWP's在中殿（nau）
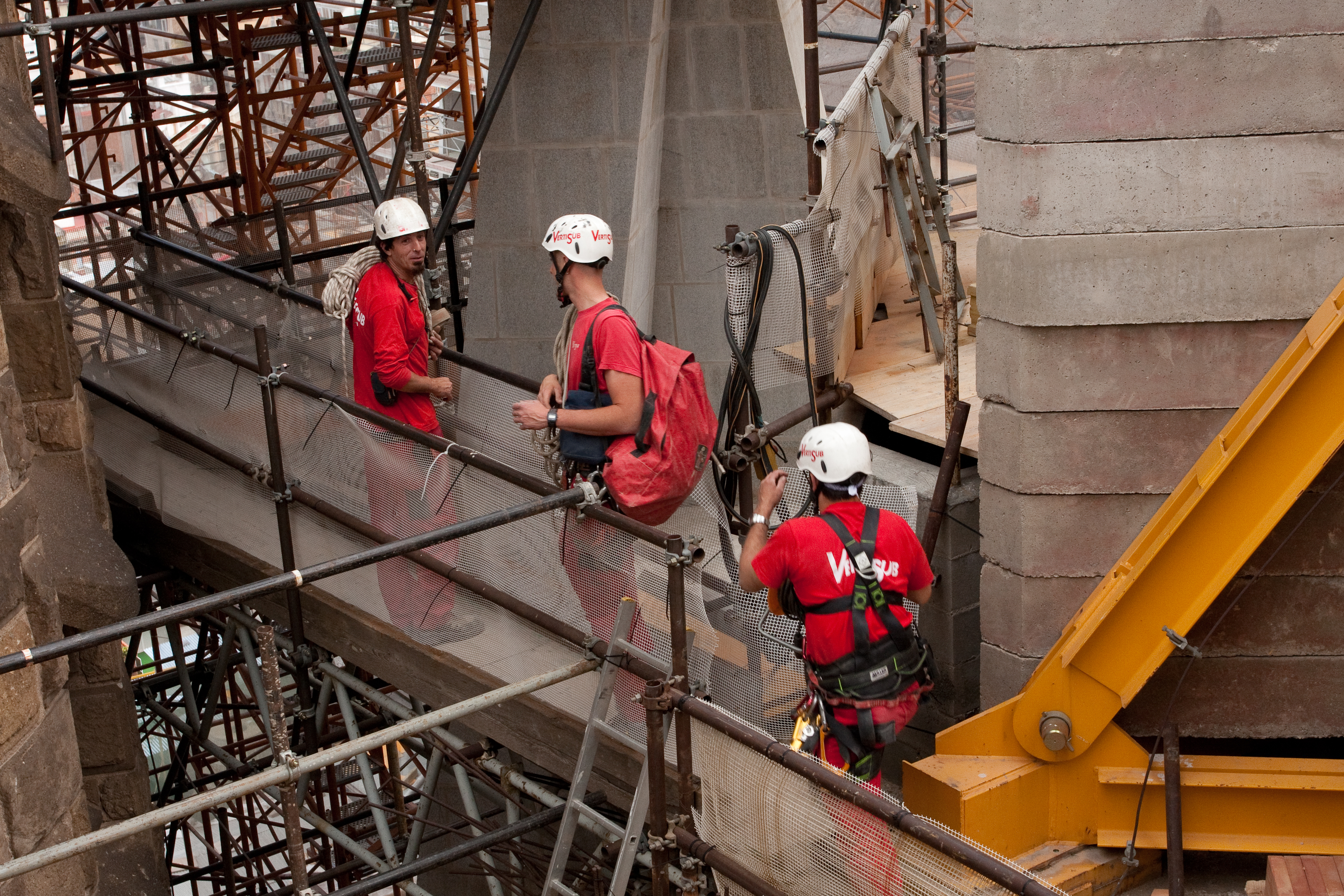
在一座塔上戴着攀登装备的建筑工人们
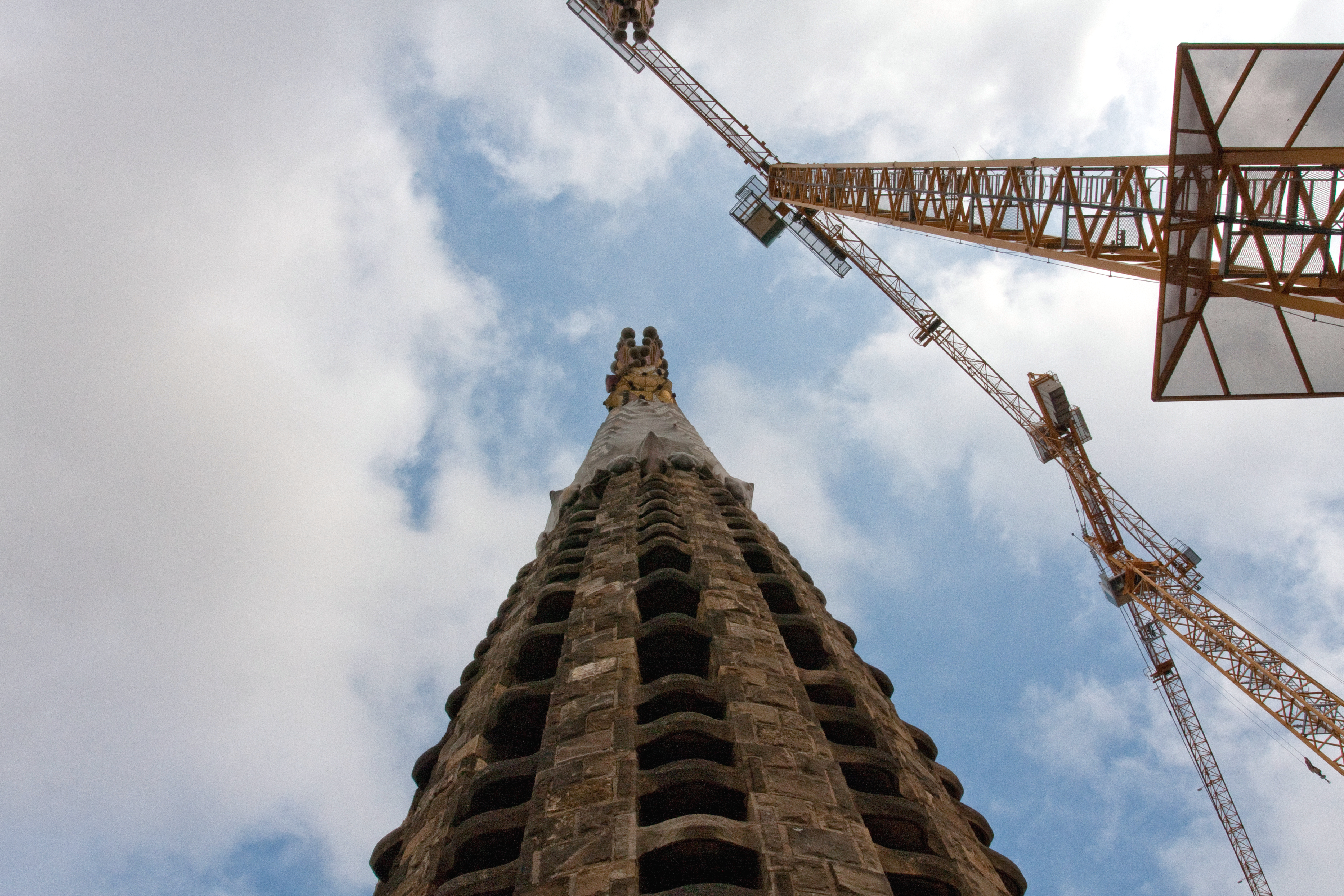
在榮耀立面的一座塔上方的吊车
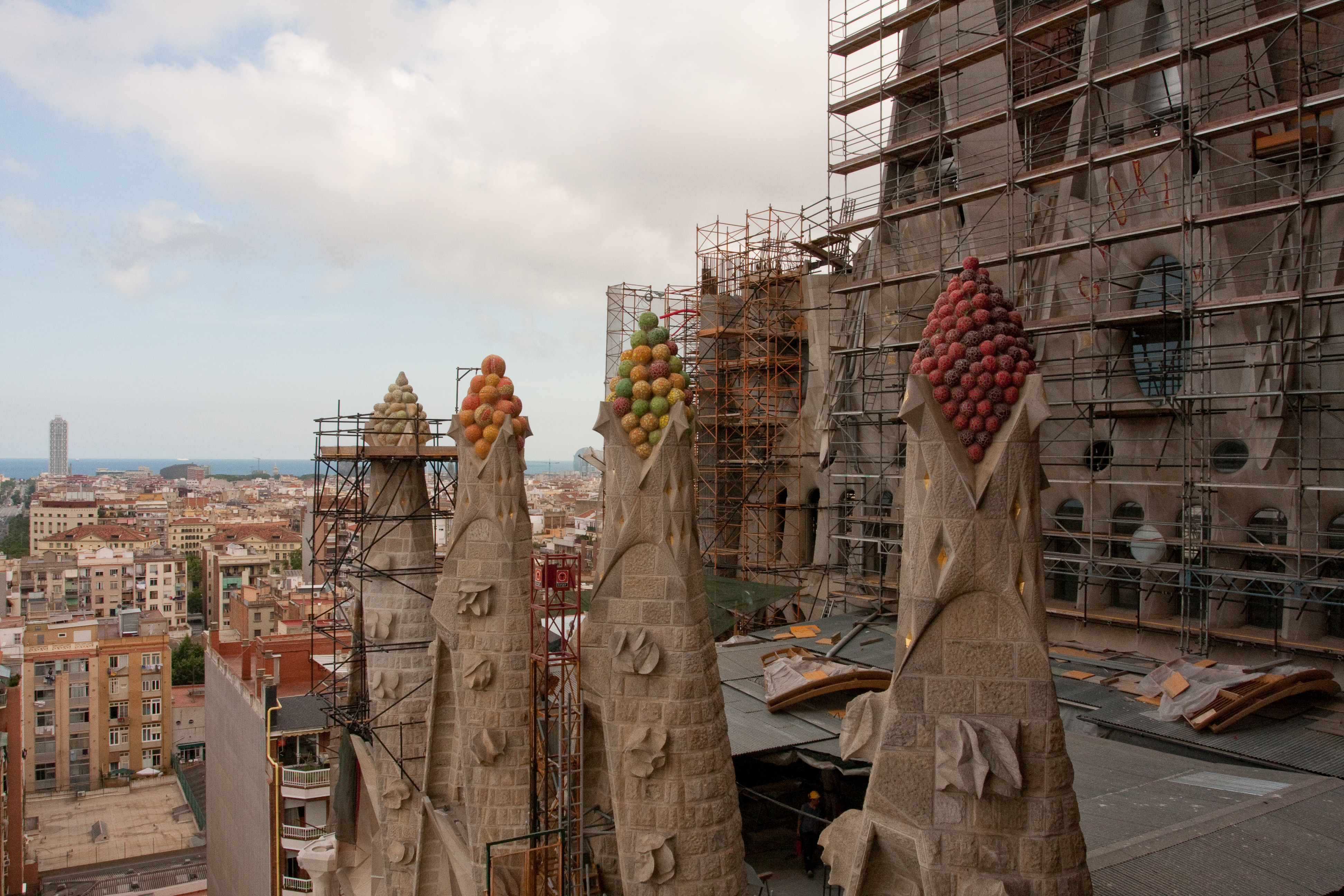
鷹架包围中的榮耀立面
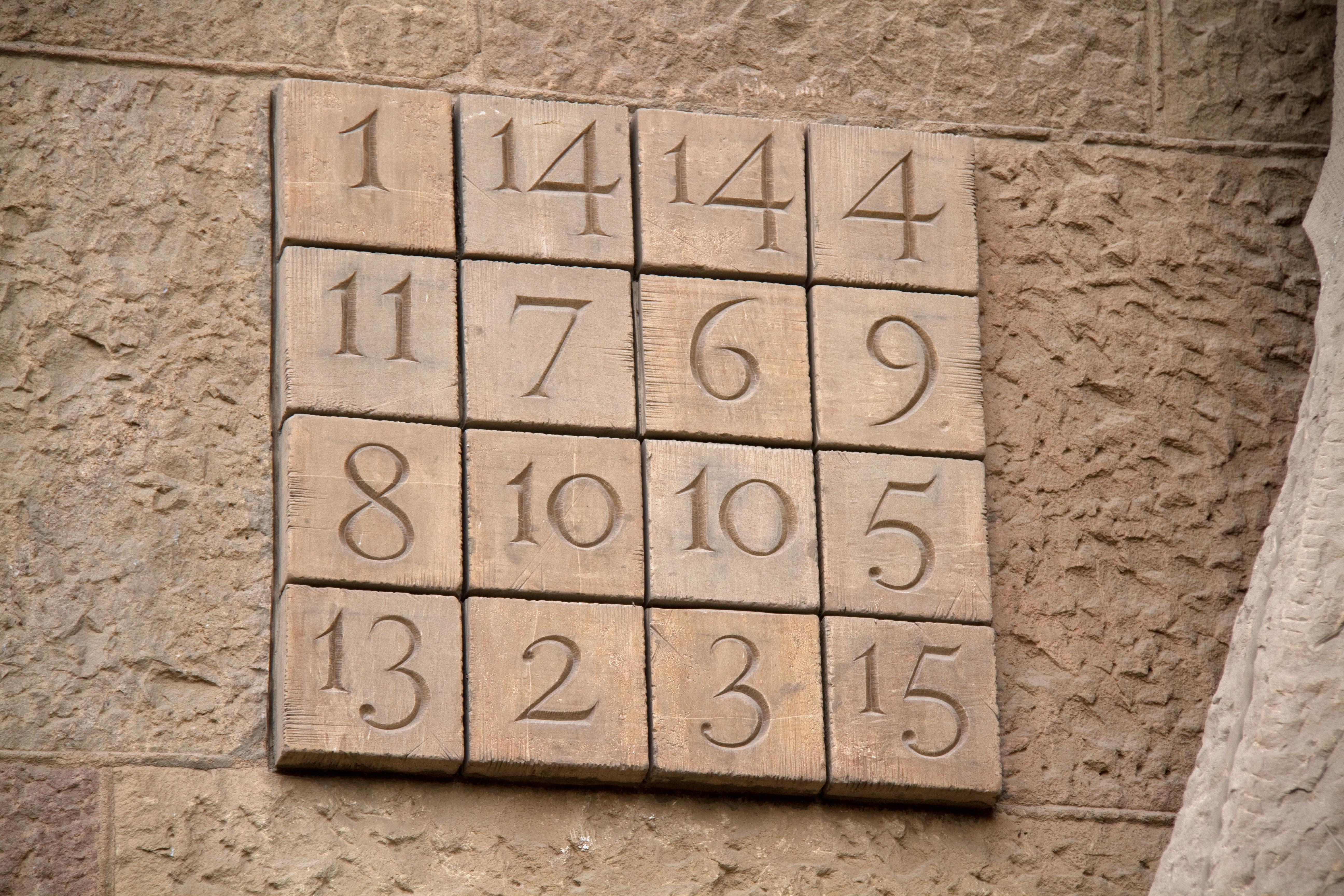
位於受難立面的幻方
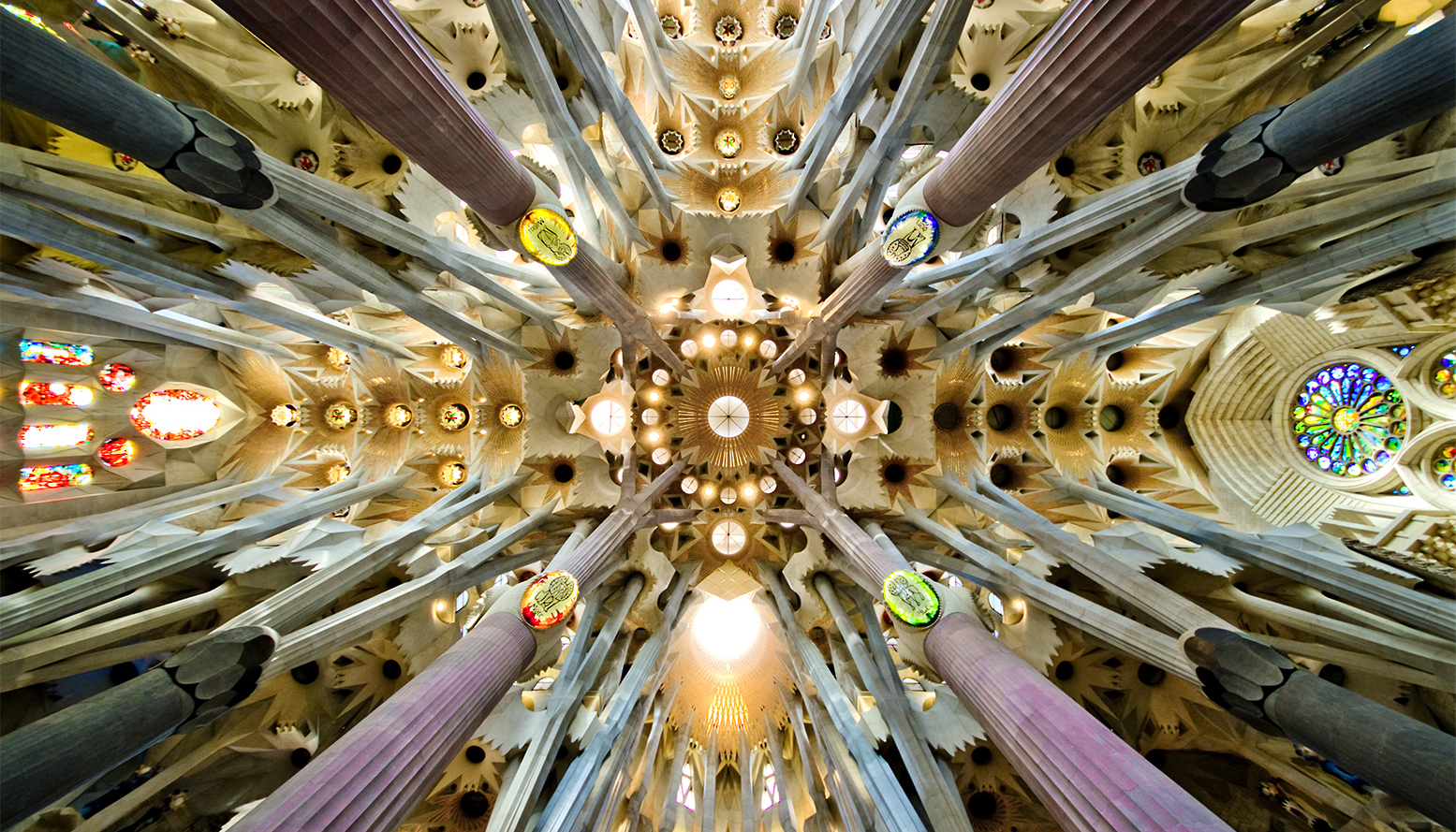
從下往上仰望中殿的屋頂景觀

## 设计
這個教堂的設計帶有強烈的自然色彩，高第以很多動植物的形態為藍本來設計教堂，更以《聖經》中的各個場景在整個建築中如同圖畫一樣逐幅展現，使這個教堂成為每位來訪者都可以讀到的一本天主教要理。

### 设计计划
虽然从未打算成为一座主教座堂，但圣家堂从一开始就被规划为一座主教堂大小的建筑。它的地面计划与早期的西班牙大教堂有明显的联系，如布尔戈斯主教座堂、莱昂主教座堂和塞维利亚主教座堂。与加泰罗尼亚和欧洲其它地区的哥特式大教堂一样，圣家堂并没有特别宽大，却具有极其复杂的建筑结构与装饰，包括两条侧廊，带七个祭室的半圆形后殿及回廊，多个尖顶和三个出入立面，每个立面都有不同的结构和装饰。尽管像西班牙的许多大教堂一样被许多教会建筑所包围，圣家堂有一个不同寻常的特点：一个有顶棚的长方形回廊包围了整个教堂，连接了它的三个出入口。整个教堂内外没有直角，也鲜少有直线。

### 尖塔
高迪的原始设计总共有十八个尖塔，从低到高代表十二宗徒、圣母玛利亚、《圣经》四大聖史（瑪竇、马爾谷、路加和聖史若望）和最高的耶稣基督。有八个尖塔在2010年已经建成，包括诞生立面的代表四位宗徒的高塔，和受难立面的代表四位宗徒的高塔，而圣母玛利亚及耶稣基督的尖塔將分別於2025、2026年完工。尖顶的完工将使圣家堂成为世界上最高的教堂建筑。
代表十二宗徒的十二座高塔的高度介于98.4米到117米，代表福音书作者的四座高塔为120米，代表圣母玛利亚的高塔为120米，代表耶稣基督的高塔则为170米，比巴塞罗那市的蒙特惠奇山略低，因为高迪认为自己的创造力不应超过天主。
代表圣经四福音书的作者的尖塔上将会刻有代表他们各自的雕像：有翼的公牛（路加）、天使（瑪竇）、鹰（聖史若望）和有翼的狮子（马爾谷）。较低的尖塔上则会刻上带着小麦捆的圣体圣事的主持人和盛着葡萄串的圣杯，代表圣体圣事。
高迪计划将管状钟放置在尖顶内，由风力驱动，并将声音传送到教堂内部。为此，高迪进行了一系列的声学研究，以求在教堂内取得合适的声学效果。但是，目前只有一个钟被安放到位。
根据项目官方网站2005年的“工程报告”，在市档案馆发现的由高迪署名的图纸表明，高迪原本的意图是代表圣母的尖塔要比代表《圣经》四聖史的作者的尖塔要矮的。根据报告，尖塔的高度将遵循高迪的意图。

### 立面
圣家堂将会有三个宏伟的立面：东部的诞生立面（Façana del Naixement），西部的受难立面（Façana de la Passió），和南部的荣耀立面（Façana de la Glòria，尚未完工）。
诞生立面是在1935年建筑工作中断之前建造的，受到了高迪最直接的影响。立面以基督的诞生为题，墙上的雕塑展现了由童贞玛利亚怀胎到基督成长的故事，因是欢迎庆祝基督诞生，以欢喜愉悦的雕塑为主。
受难立面按照高迪于1917年的设计，从1954年开始建造，并于1976年完工。立面以基督的死亡为题，以其简朴、憔悴、受折磨的角色而引人瞩目，高迪为了表现受难的痛苦，设计了有棱有角的现代线条，形似因痛苦绷紧的神经与肋骨。立面包含了包括受鞭刑的耶稣基督、十字架上的耶稣基督，这些有争议的设计是荷西·玛利亚·苏比拉克斯(Josep Maria Subirachs)的作品。2002年开始建造的荣耀立面将是三个立面中最大和最具纪念意义的，将代表耶稣基督的升天。它还将描绘一系列诸如地狱、炼狱之类的各种场景，将包括七宗罪和七美德等元素。

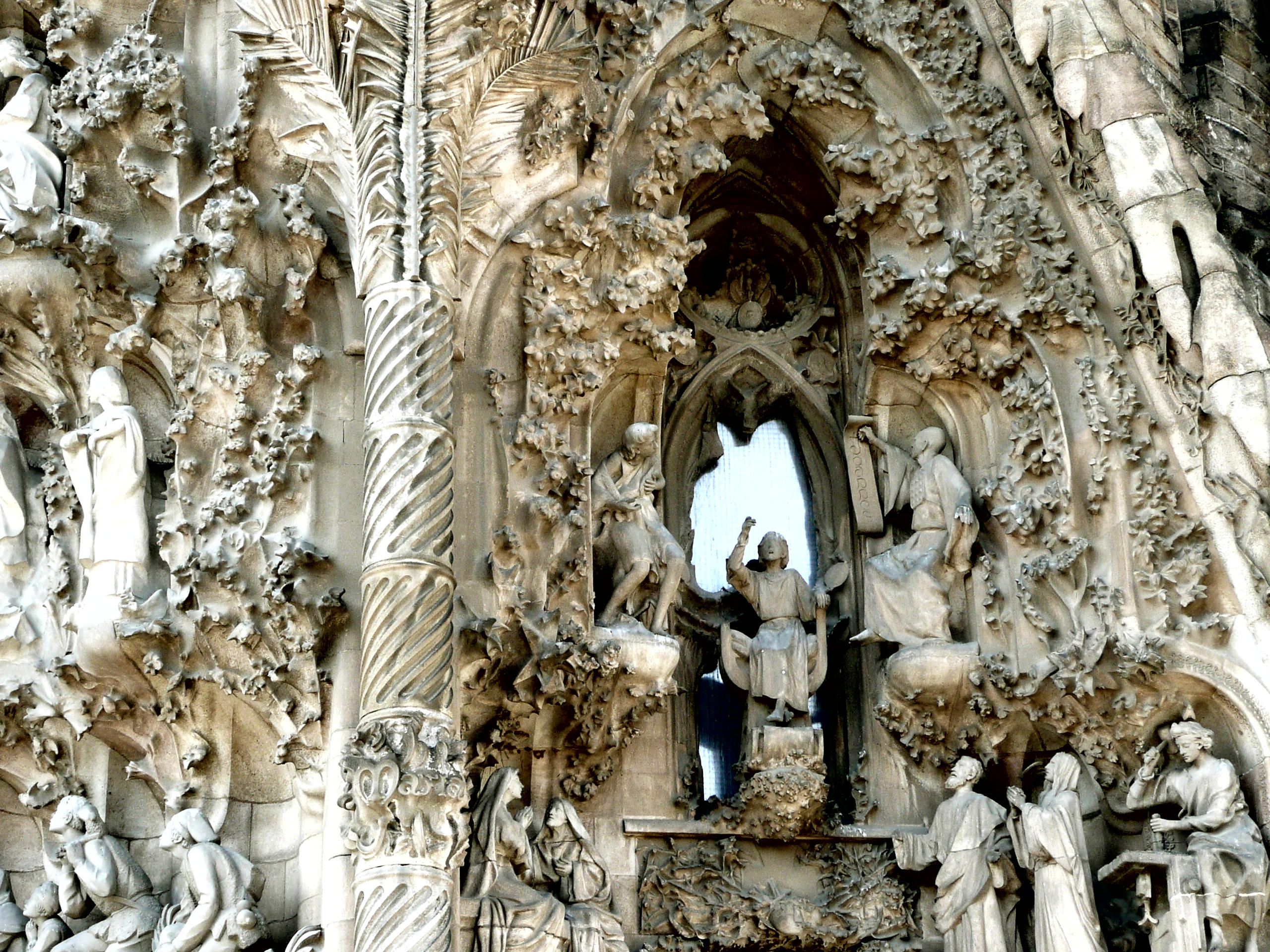
诞生立面

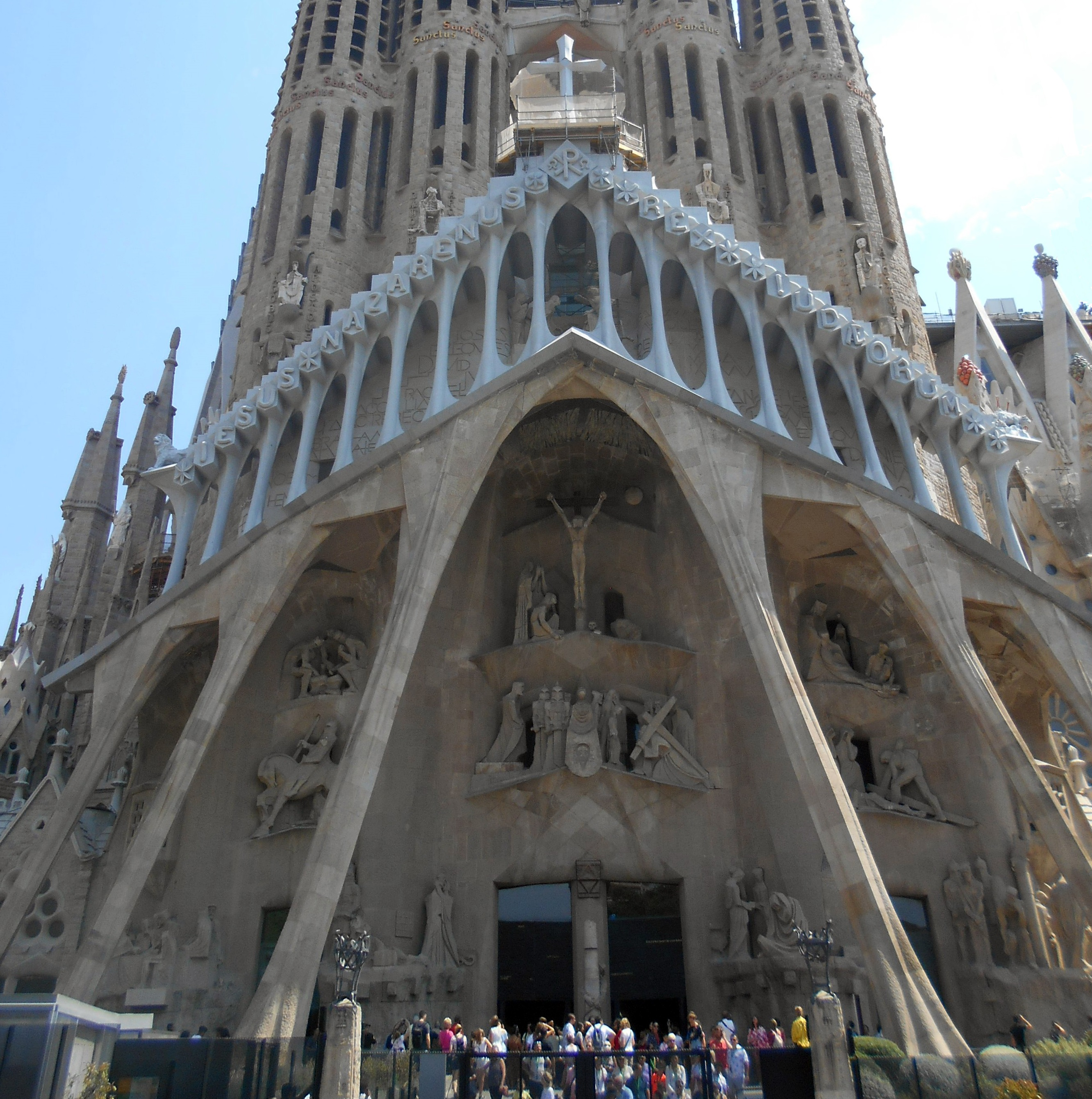
2018年的受难立面

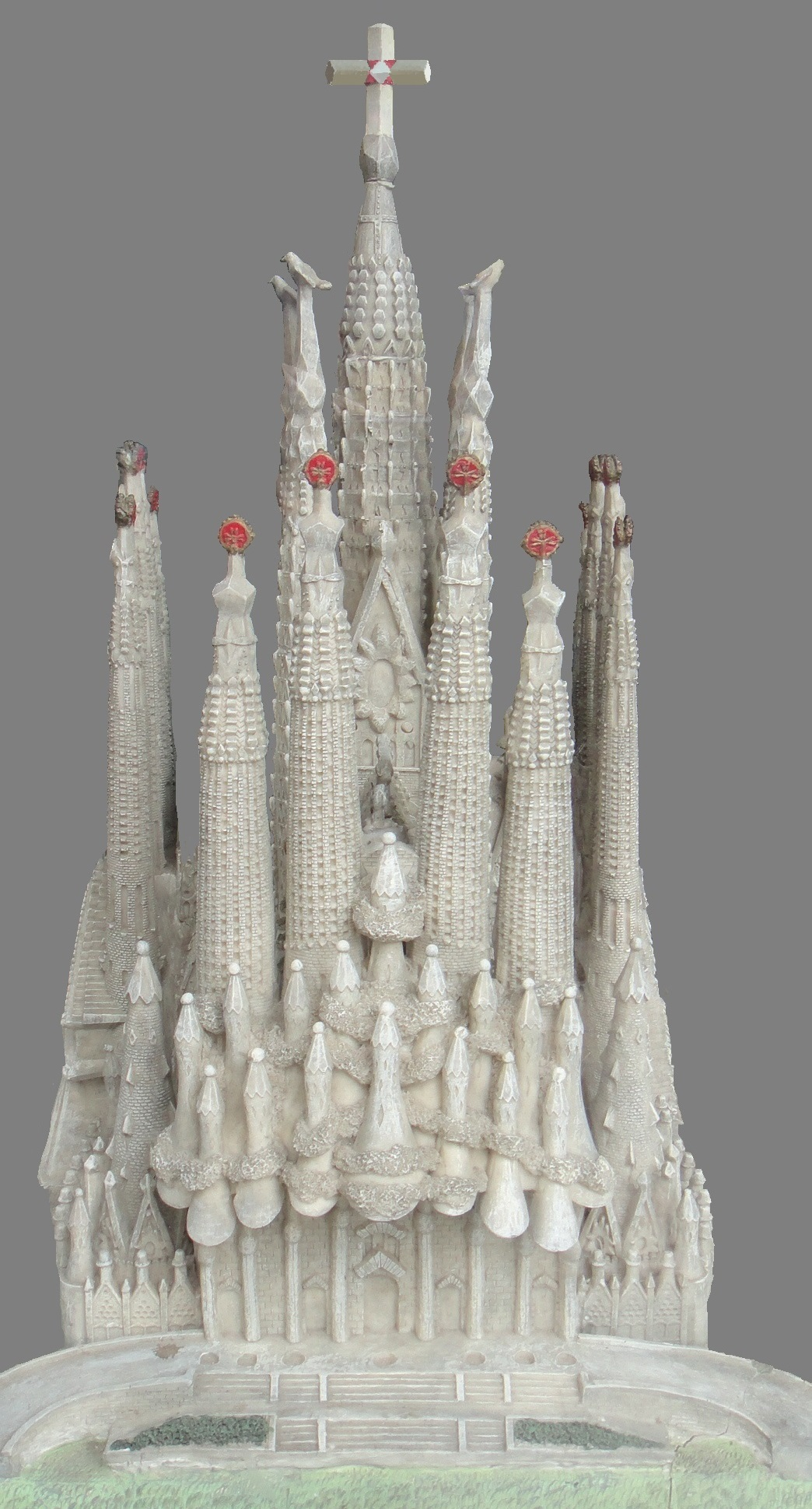
模型展示了高迪所希望的入口
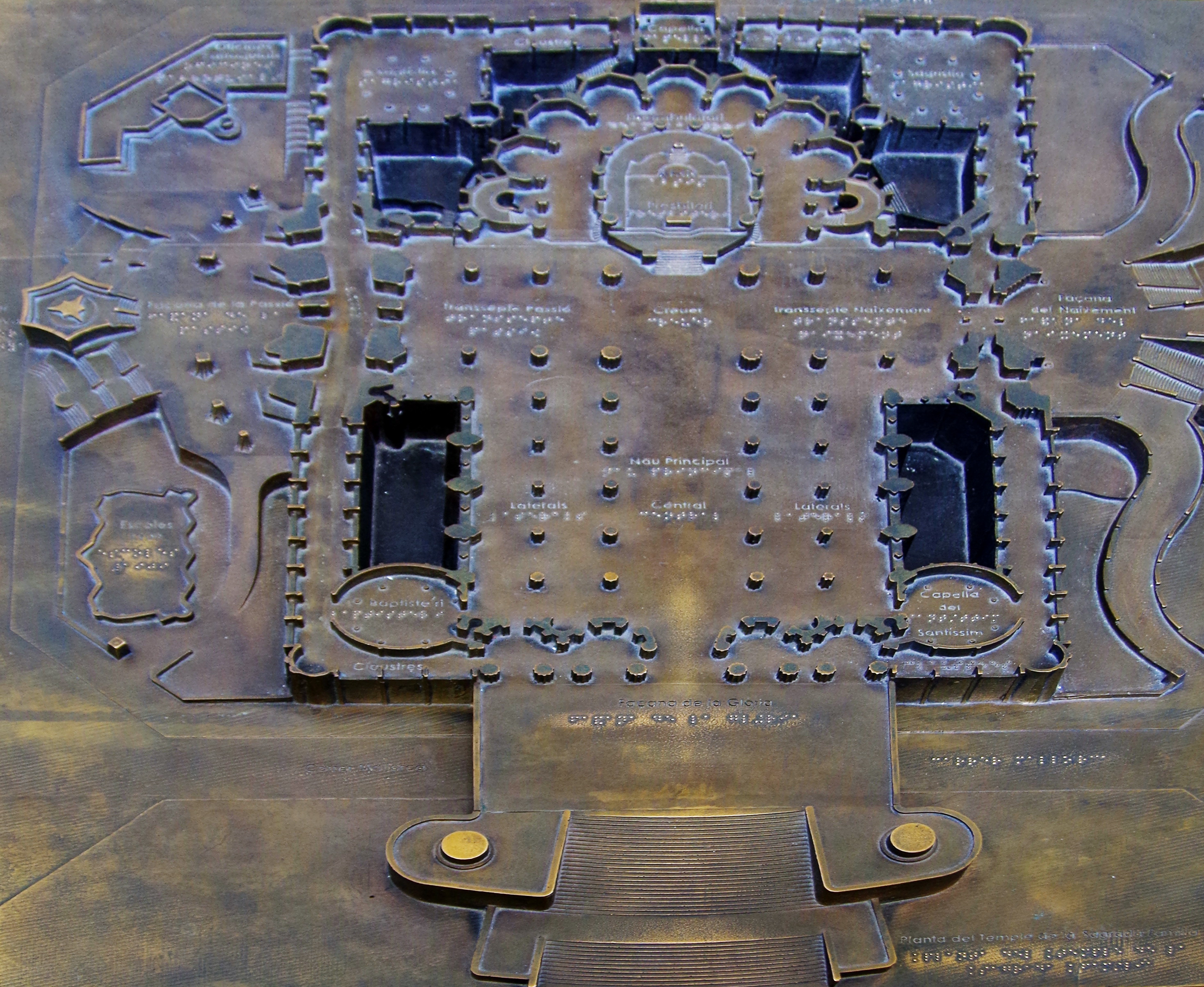
地面模型，顯示 Carrer de Mallorca 的地下
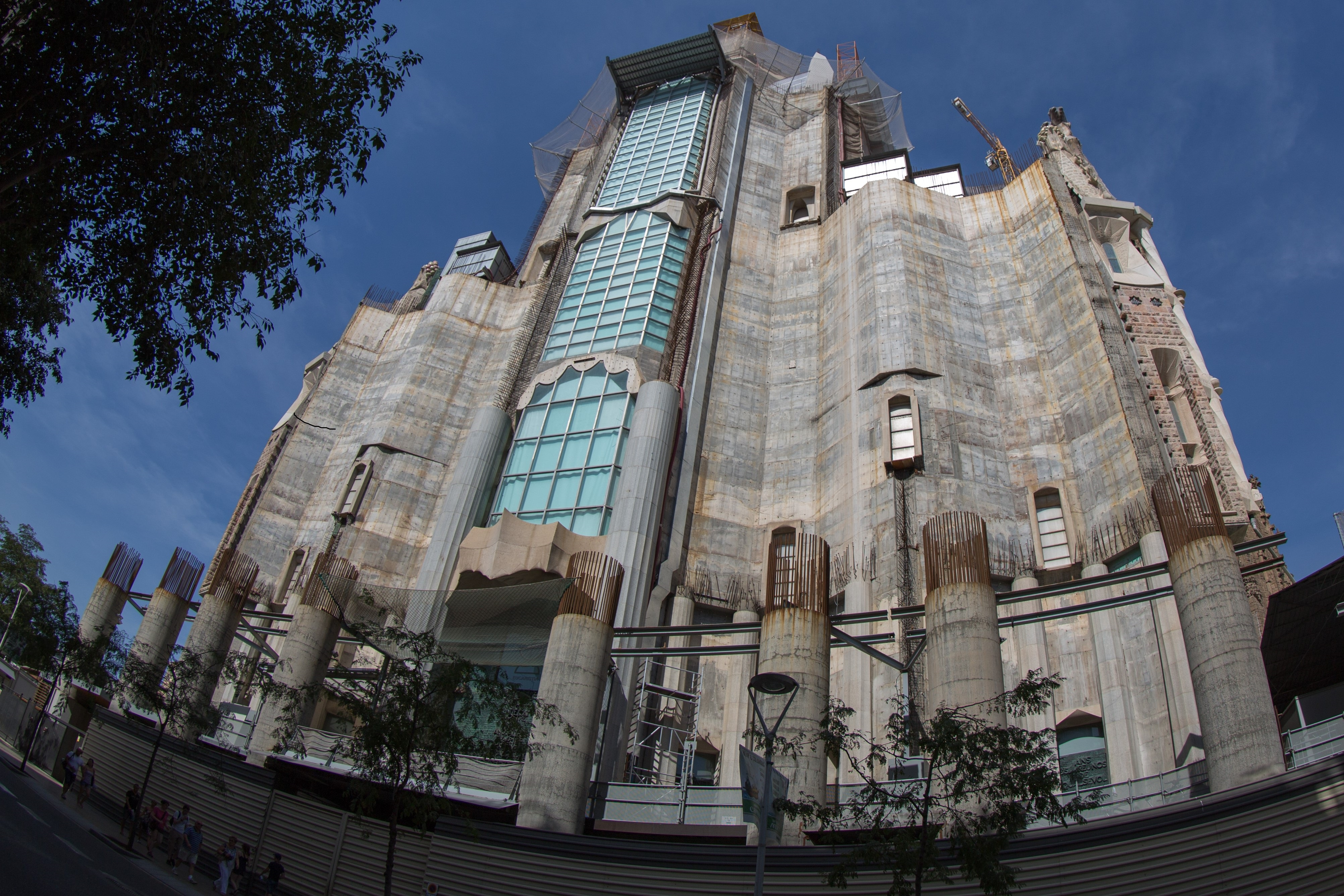
正在建設中的 Glory Façade（2016 年）。
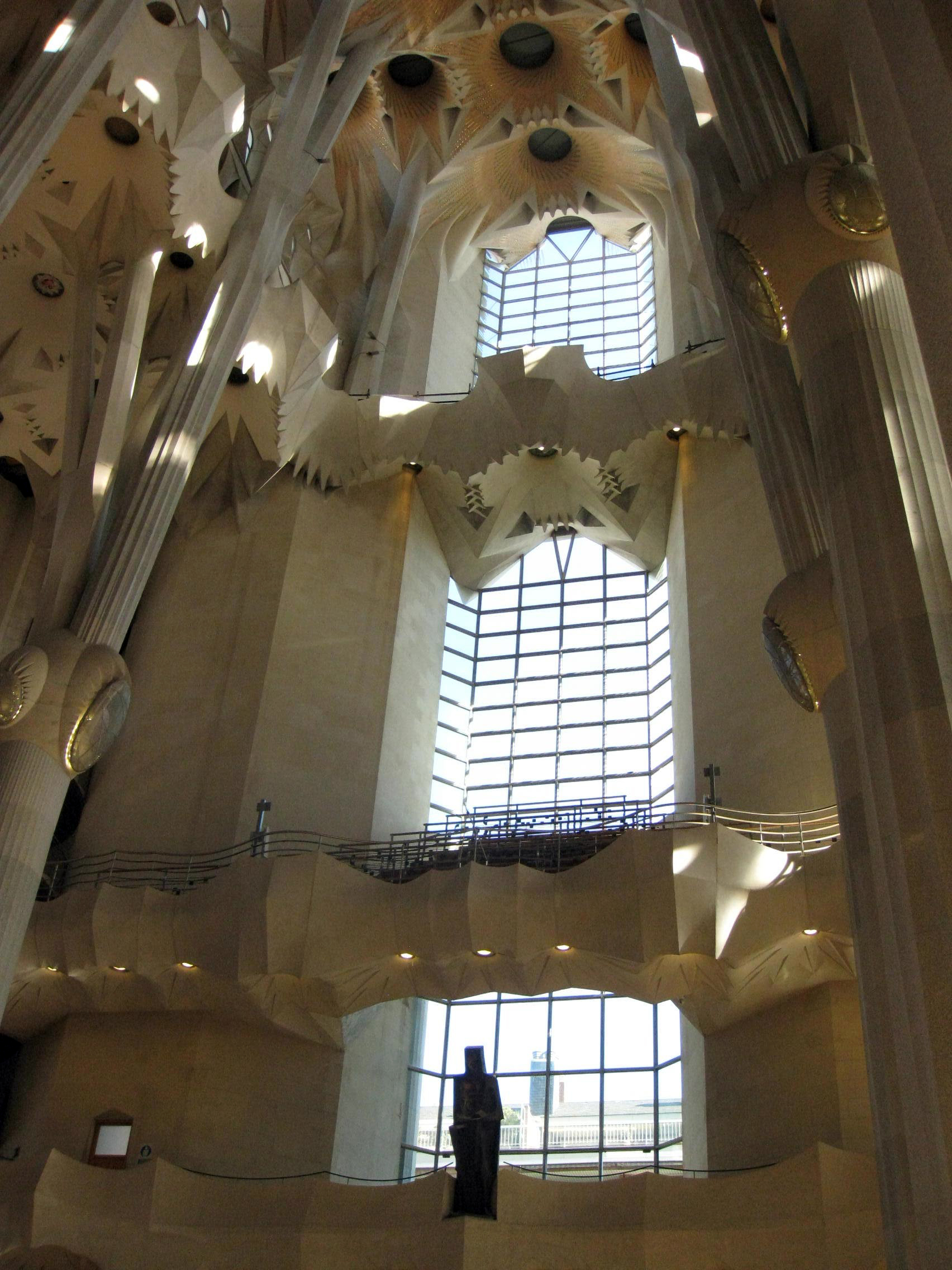
從裡面看的榮耀立面

### 内部

Interior of the Sagrada Família
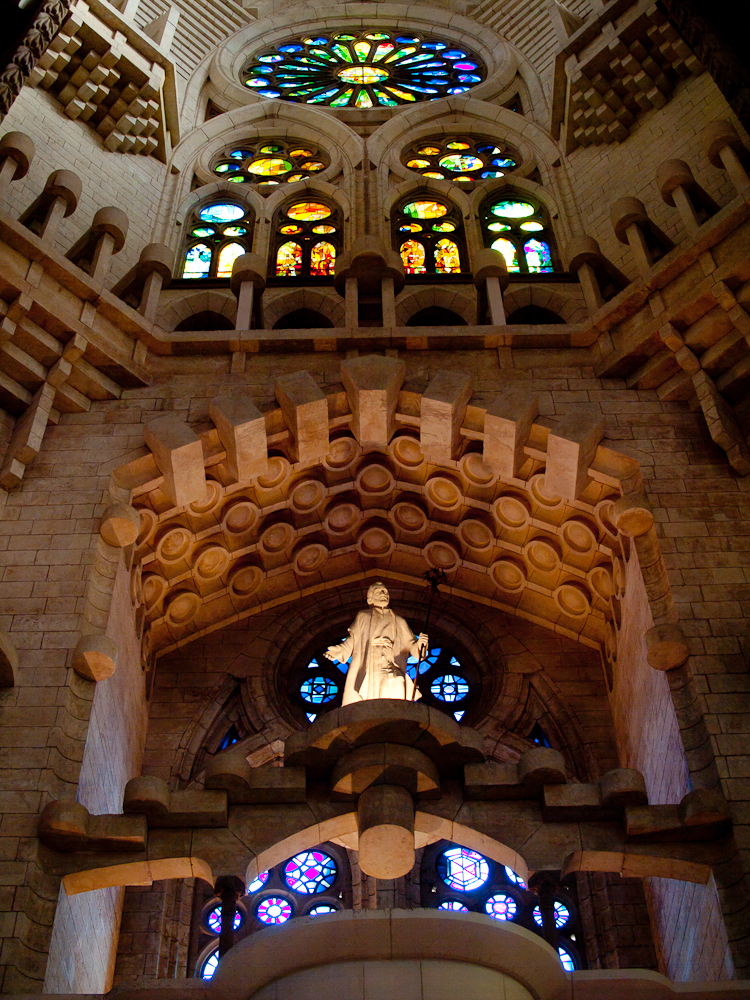
Standing in the transept and looking northeast (2011)
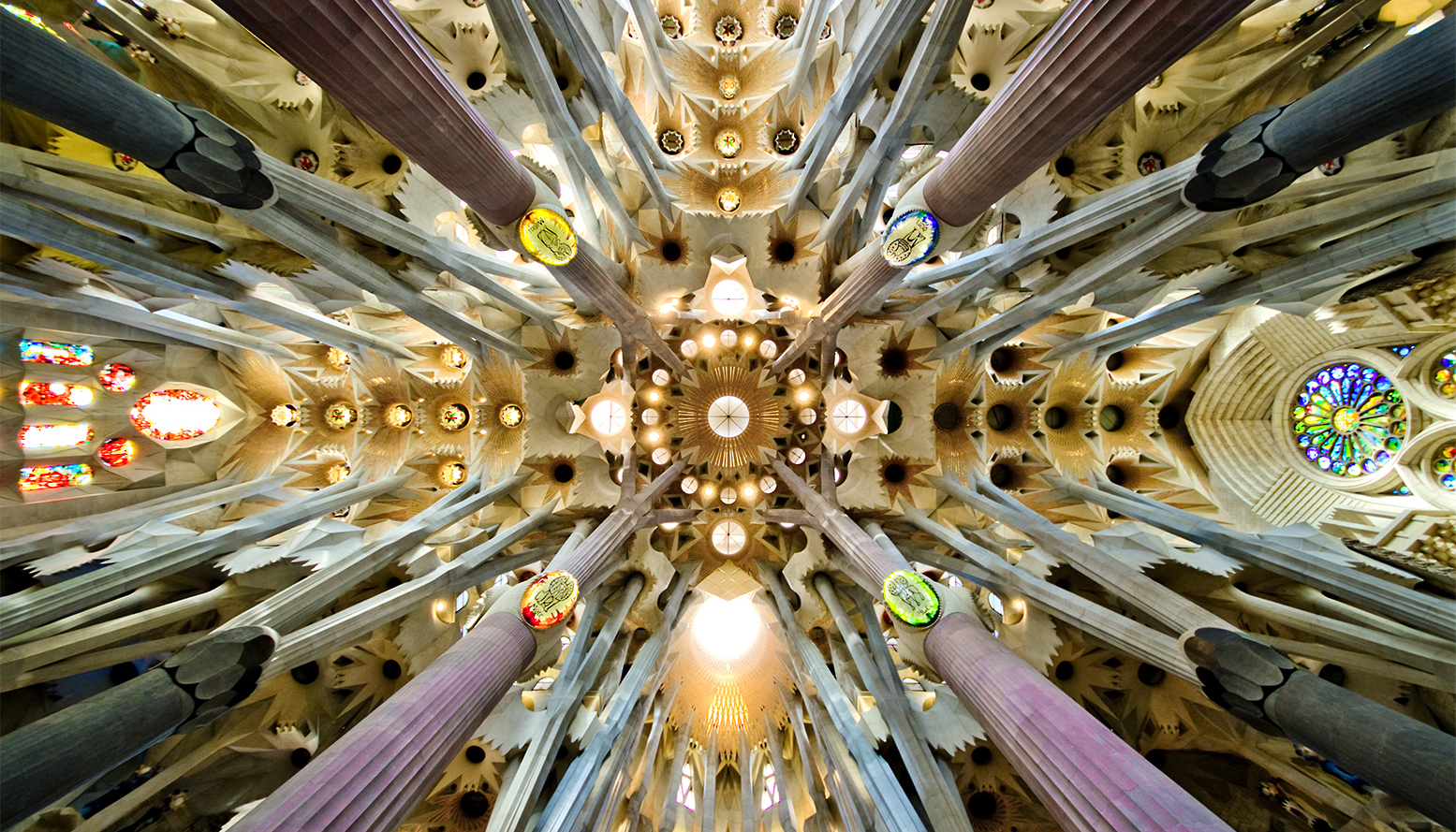
Detail of the roof in the nave. Gaudí designed the columns to mirror trees and branches.
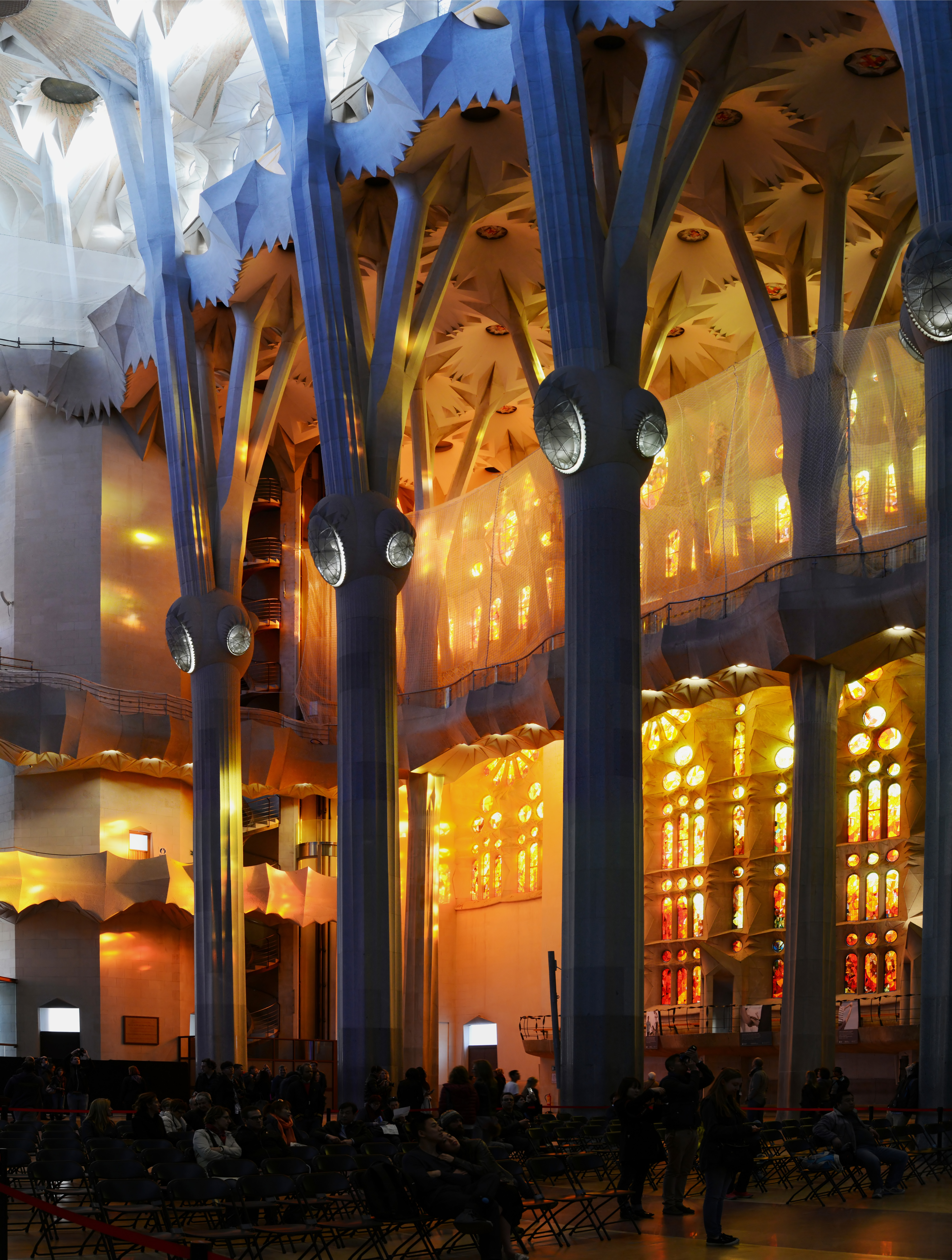
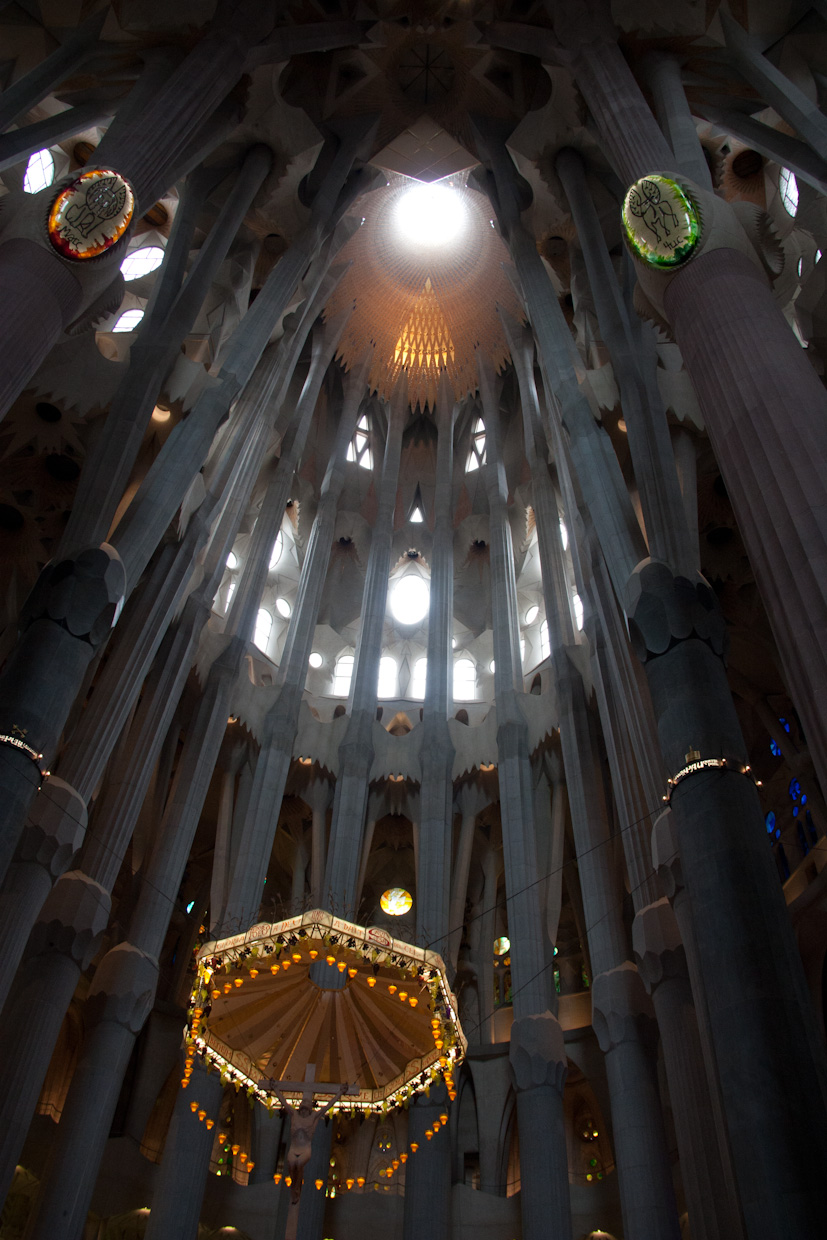
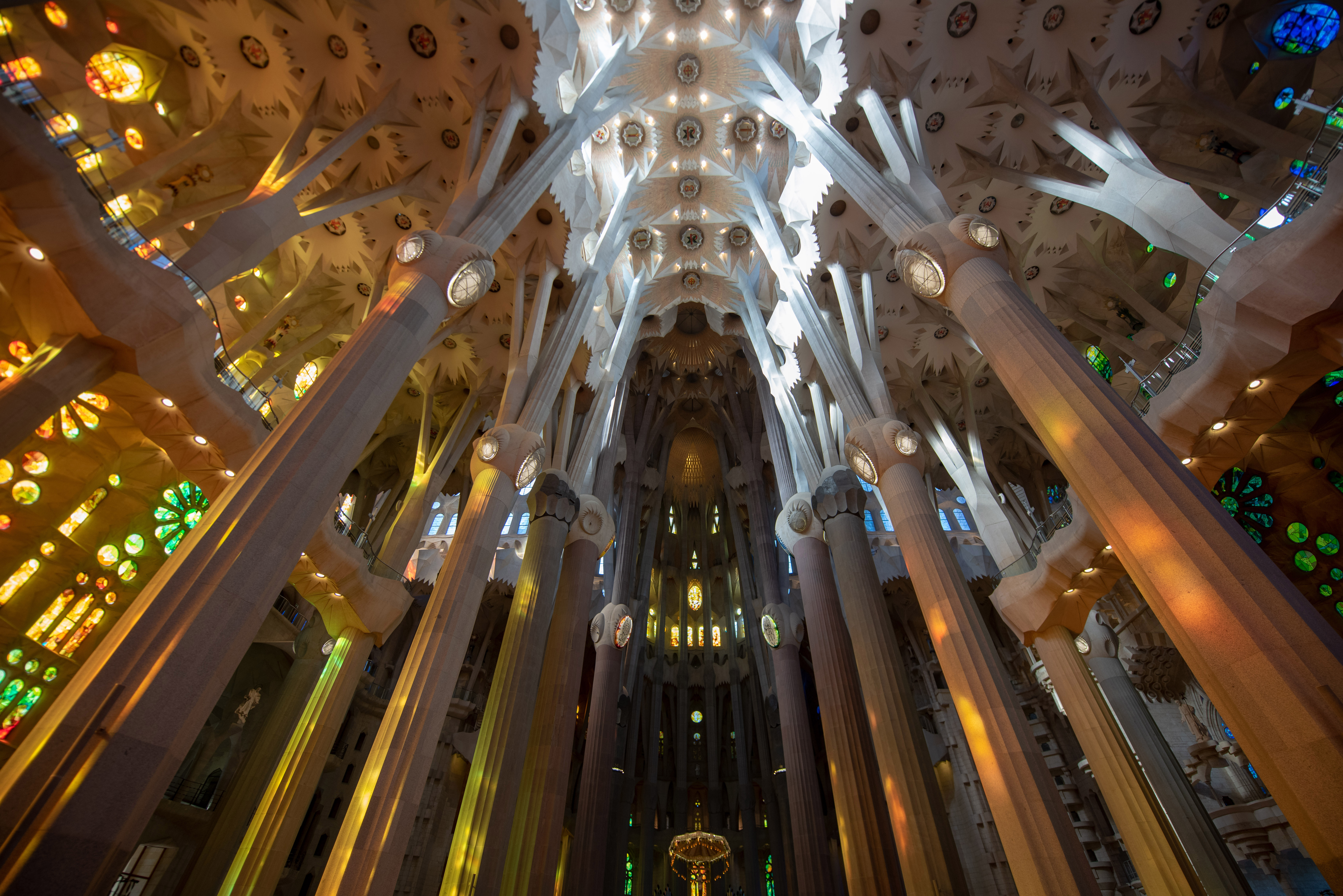

圣家堂设计形状是一个拉丁十字架，有五个过道。中央的中殿拱顶高达45米（148英尺），而旁边的中殿的拱顶高达30米（98英尺）。后殿的地板上有间隙，可以看到下方的地下室。
内饰的柱子是独特的高迪设计。 除了支撑其负载的分支外，它们不断变化的表面是各种几何形状交叉的结果。最简单的例子是当柱子上升时形成八边形的正方形基底，然后是十六面形状，最终变成圆形。 这种效应是螺旋柱的三维交叉的结果。

#### 管风琴
管风琴於2010年被安装到圣坛上。
为了克服教堂建筑和巨大尺寸带来的独特声学挑战，教堂还会在不同位置安装几个额外的管风琴。这些管风琴可以独立演奏，也可以同时演奏。

### 埋葬
- 約瑟夫·瑪麗亞·博卡貝拉
- 安东尼·高迪

## 頭銜

### 西班牙古蹟登錄
聖家堂在1969年7月24日，以「聖家贖罪殿」（西班牙語：Templo Expiatorio de la Sagrada Familia）名義登錄為西班牙文化財產（Bien de Interés Cultural）。

### 世界遺產登錄
聖家堂的誕生立面與地下聖壇，與高第其他6個位於巴塞隆納的建築作品，在1984年以「安東尼·高第的作品」（英語：Works of Antoni Gaudí）名義共同登錄為聯合國世界遺產。

### 天主教宗座聖殿
聖家堂於2010年11月7日由教宗本篤十六世祝聖主祭台成為宗座聖殿。之前该教堂有时被人们称作“Basílica”（即宗座圣殿），实际上在2010年11月7日之前该教堂尚未获得天主教會的宗座圣殿头衔，所以理论上當時尚不能称作“Basílica”。